# Pedicularis pontica
Pedicularis pontica är en snyltrotsväxtart som beskrevs av Pierre Edmond Boissier. Pedicularis pontica ingår i släktet spiror, och familjen snyltrotsväxter. Inga underarter finns listade i Catalogue of Life.